# Octaedro de Bricard

Octaedro de Bricard com um retângulo como seu equador. O eixo de simetria passa perpendicularmente pelo centro do retângulo.

Em geometria, um octaedro de Bricard é um membro de uma família de poliedros flexíveis construídos por Raoul Bricard em 1897. A forma geral de um desses poliedros pode mudar em um movimento contínuo, sem que haja mudanças no comprimento de suas arestas nem nas formas de suas faces. Esses octaedros foram os primeiros poliedros flexíveis a serem descobertos.
O octaedro de Bricard tem seis vértices, doze arestas e oito faces triangulares, conectadas da mesma forma que um octaedro regular. Ao contrário do octaedro regular, os octaedros de Bricard são todos poliedros autocruzados não convexos. Pelo teorema da rigidez de Cauchy, um poliedro flexível deve ser não convexo, mas existem outros poliedros flexíveis sem autocruzamentos. Evitar autocruzamentos requer mais vértices (pelo menos nove) do que os seis vértices do octaedro de Bricard.